# Цзинь Шужэнь
Цзинь Шужэ́нь (кит. трад. 金樹仁, упр. 金树仁, пиньинь Jīn Shùrén; 1879, Ганьсу, Хэчжоу — 19 сентября 1941, Ганьсу, Ланьчжоу) — этнический китаец, губернатор китайской провинции Синьцзян в 1928—1933 гг. Сменил на своем посту убитого губернатора Яна Цзенсиня. Его правительство было известно своей коррупцией, ростом этнических и религиозных конфликтов. Политика Цзинь Шужэня по китаизации провинции вызвала Кумульское восстание. Цзинь заключил негласное соглашение с СССР о поставках вооружения. Когда об этом узнало правительство Гоминьдана, против Цзиня были послана 36-я дивизия НРА под командованием генерала Ма Чжунъина. Была поставлена задача свержения правительства Цзинь Шужэня. 
При поддержке белоэмигрантов во главе с Папенгутом в сражении при Урумчи в апреле 1933 года Цзянь был свергнут и бежал в СССР. В октябре 1933 года Цзинь вернулся в Китай и был арестован за подписание тайных соглашений с СССР. В марте 1935 года прошёл суд, согласно вердикту которого Цзинь получил три с половиной года тюрьмы. Однако 10 октября правительство объявило амнистию, и на следующий день Цзинь вышел на свободу В 1935 году вернулся в Ганьсу, где и умер 19 сентября 1941 года.
При нём начал карьеру Шэн Шицай, который в 1933 году сменил его на посту губернатора.